# Рантасила, Мари
Ри́тва Ли́на Ма́ри Ра́нтасила (фин. Mari Rantasila; 7 января 1963, Пори, Финляндия) — финская актриса
 кино и телевидения, режиссёр, певица
. Лауреат премии Юсси (2016).

## Биография
До 1987 года изучала актёрское мастерство в Хельсинкской театральной академии. Ученица Йоуко Туркка.
Сниматься начала в 1986 году. За свою карьеру исполнила роли в 74 кино-, телефильмах и сериалах. Наиболее известна по роли в сериалах «Рейд» (2000), в котором сыграла главную женскую роль, и «Котикату» (1995—2001, 2008—2009). В 2015 году снялась в фильме Петри Котвицы «Henkesi edestä» («Отпущение грехов»).
Стала известна как певица в 1989 году с песней «Auringossa» («На солнце»). В 2000 году исполнила заглавную песню сериала «Рейд» (Только любовь).
В 2000 году была награждена музыкальной премией Emma-gaala как лучшая солистка.
Рантасила, как режиссёр, сняла несколько короткометражных фильмов и три фильма о герое детских комиксов Рики-рэпере (Ricky Rapper): «Рики-рэпер» (2008) и сиквелы «Ricky Rapper and the Bicycle Thief» (2010), а также "Risto " и «Villeä Venla» (2012).
В 2016 году Рантасила была награждена премией Юсси за лучшую женскую роль второго плана в фильме «Henkesi edestä» (2016).

## Избранная фильмография
- Тени в раю (1986)(актриса)
- Гамлет идёт в бизнес (1987) (актриса)
- Lauran huone (1988) (актриса)
- Ameriikan raitti (1990) (актриса)
- Sano Oili vaan (2000) (актриса)
- Lakeuden kutsu (2000) (актриса)
- Don’t Push the River (2001) (актриса)
- Pieniä eroja (2002) (режиссёр)
- Raid (2003)(актриса)
- Союз Каламари (2005) (актриса)
- Eläville ja kuolleille (2005) (актриса)
- Aavan meren tällä puolen (2007) (актриса)
- Это особенное лето (2007) (актриса)
- Risto Räppääjä (2008) (режиссёр)
- Suuri performanssi (2008) (актриса)
- Risto Räppääjä ja polkupyörävaras (2010) (режиссёр)
- Risto Räppääjä ja viileä Venla (2012) (режиссёр)
- Ainoat oikeat (2013) (актриса)
- Lovemilla (2015) (актриса)
- Henkesi edestä (2015) (актриса)
- Jättiläinen (2016)(актриса)

## Дискография
Альбомы
- Secret Life (1987, EMI)
- In the Sun (1989, EMI)
- The Forgiving Circuit (1993, Sonet , Polygram)
- Only Love (2000, Edel Records)
- Mari Rantasila — Classics (2000)
- Our Travel (2001, Edel Records)
- Something’s Over It’s … (2003)
- Time Travel (2004)
- Strange Dreams — Hector’s Songs (2008)

Синглы
- Lemmen aakkoset (1989)
- Juhlat salissa (1993)
- Hei me lennetään (1993)
- Neppari-Ari (1994)
- Kun taas sinut nähdä saan (2000)
- Ois vaan kiva tietää (2013)
- Hei Maija (2013)